# Tine Mihelič
Tine Mihelič, slovenski violinist, alpinist, andinist, pisec alpinističnih in planinskih vodnikov in doživljajskih knjig, * 20. maj 1941, Maribor, † 2. oktober 2004, Pihavec.

## Življenje
Leta 1946 se je družina Mihelič preselila v Bohinj, kjer sta bila starša Frida in Egon zaposlena kot učitelja. Tine Mihelič je s starši zahajal v gore od najmlajših let, v otroštvu pa je tudi začel igrati violino. Z alpinizmom je začel leta 1958, skupaj z očetom. V dolini Vrat, pod severno steno Triglava, je spoznal legendo slovenskega alpinizma Jožo Čopa. Po maturi na Jesenicah je leta 1960 nadaljeval študij violine v Ljubljani kjer je tudi postal član akademskega alpinističnega odseka (AAO).
Leta 1963 je v Planinskem vestniku izšel njegov prvi članek. Leta 1964 je postal član Orkestra Slovenske filharmonije. Istega leta je bil član prve jugoslovanske alpinistične odprave v Andih med katero je opravil vrsto prvenstvenih smeri in prvih pristopov, npr. Pico Jugoslavija (5505 m). L. 1965 je skupaj s soplezalcem Borisom Grudnom (sicer tubistom iz orkestra) med prvim slovenskim poskusom ponovitve Bonattijevega stebra v severni steni Druja nad Chamonixom zaradi vremenskega preobrata doživel večdnevno travmo in bil deležen spektakularnega gorskega reševanja. Ekstremno alpinistično kariero je sicer nadaljeval in postal avtor več kot petdeset prvenstvenih smeri, predvsem v Julijskih Alpah. Leta 1967 sta z mlajšim bratom Jožetom v Triglavski severni steni prvensteno preplezala Bohinjsko smer. Leta 1968 pa sta brata Mihelič skupaj z Iztokom Belaharjem prvenstveno preplezala Centralno smer v Vršacu.
Leta 1972 prvič izide učbenik Hoja in plezanje v gorah ki ga je Mihelič napisal skupaj z Tonetom Škarjo. Leta 1974 pa prvič izide planinski vodnik Julijske alpe, ki je vse do leta 2003 doživel sedem ponatisov in ki pripomore k temu, da velja Mihelič za enega od najpomembnejših slovenskih planinskih piscev. Leta 1975 se znova odpravi v Ande. Med letoma 1976 in 1978 skupaj z Jožetom Žumrom prvenstveno prepleza štiri smeri v severnih stenah Vevnice in Malega Koritneškega Mangarta. Leta 1984 prvič izide alpinistični vodnik Mangart - stene nad Mangartskimi jezeri. 
Mihelič je mnogokrat obiskal Ande, leta 1986 tudi s hčerko Tino. Slovenske stene - izbor najlepših plezalnih vzponov, ki je morda najpomembnejše Miheličevo delo, prvič izide leta 1987 (soavtor je Rudi Zaman). Knjiga velja za biblijo/manifest in je vse od izida služila za orientacijo generacijam slovenskih alpinistov. Ne glede na to, da je Mihelič zaključal svojo "ekstremno" plezalno kariero že v poznih 70-tih letih (verjetno po padcu v zahodni steni Vežice l. 1978), velja omeniti prvenstven vzpon, ki ga je skupaj z Pavletom Kozjekom opravil leta 1987 v Debeli peči. Smer Parižanka je postala neka vrsta "klasike" med mlajšo generacijo slovenskih plezalcev.
V devedesetih letih, poleg službe orkesterskega glasbenika, Mihelič še redno planinari in "rekreativno" pleza, predvsem v Sloveniji. V 90-tih letih se še trikrat odpravi v Ande. Leta 1995 prvič izide planinski vodnik Bohinjske gore, ter doživljajska/potopisna knjiga Andi - beli vrhovi zelene celine leta 1997 (opisi Kraljevske verige in Kondorjevih gora). Planinski vodnik Julijske Alpe : Severni pristopi prvič izide leta 1998. 
Tine Mihelič je umrl 2. oktobra 2004 med samotnim vzponom na Pihavec (Julijske Alpe) zaradi srčne kapi. Dramatična iskalna akcija je trajala nekaj dni. Leta 2005 je izšla Klic gora, Miheličeva posthumna avtobiografija.
Njegova hči je novinarka in alpinistka Tina Horvat.
Njegov mlajši brat je Jože A.(ndrej) ("Joža") Mihelič (*1946), alpinist, turni smučar, fotograf, naravovarstvenik, urednik in planinski publicist ("Vprašaj goro").